# Hrubá Skála
Hrubá Skála är en ort i Tjeckien.   Den ligger i distriktet Okres Semily och regionen Liberec, i den centrala delen av landet, 80 km nordost om huvudstaden Prag. Hrubá Skála ligger 269 meter över havet och antalet invånare är 528.
Terrängen runt Hrubá Skála är platt åt sydväst, men åt nordost är den kuperad. Runt Hrubá Skála är det ganska glesbefolkat, med 23 invånare per kvadratkilometer. Närmaste större samhälle är Jablonec nad Nisou, 20,0 km norr om Hrubá Skála. Trakten runt Hrubá Skála består till största delen av jordbruksmark.